# 莫瑙伊
莫瑙伊，是匈牙利包尔绍德-奥包乌伊-曾普伦州所辖的一个村。总面积11.55平方公里，总人口239，人口密度20.7人/平方公里（2011年1月1日）。